# 마리아 아나 폰 외스터라이히 여대공 (1610년)
오스트리아의 마리아 안나(Maria Anna von Österreich, 1610년 1월 13일 ~ 1665년 9월 25일)는 오스트리아의 여대공으로 바이에른 선제후 막시밀리안 1세의 두 번째 아내이다.
마리아 안나는 신성 로마 제국의 황제 페르디난트 2세와 바이에른의 마리아 안나 사이에서 둘째딸로 태어났다. 1635년 마리아 안나는 어머니의 오빠이자 자신에게는 외삼촌이 되는 막시밀리안과 결혼했다. 결혼 당시 마리아 안나는 아직 20대 중반이었지만 막시밀리안은 환갑을 넘긴 나이로 40년간 결혼 생활을 해 온 첫 번째 아내 로트링겐 공녀 엘리자베트와 사별한 상태였다. 마리아 안나는 남편과의 사이에서 두 아들을 낳았고, 남편 사후에는 장남 페르디난트 마리아를 대신해 섭정을 하기도 했다.